# Lars Wivallius
Lars Wivallius (1605 - 6. april 1669) var en svensk forfatter.
Wivallius blev student i Uppsala 1623, men blev ikke længe ved studierne. Hans lyst til fremmede sprog og eventyr drev ham ud, og derved kom han 1629 ud for et eventyr, som blev af betydning for hans senere liv og digtning. Wivallius udgav sig for dansk adelsmand, og det lykkedes ham derved at blive gift med en skånsk adelsdame, men da bedrageriet opdagedes, blev han fængslet og kom først ud 1641; han vendte tilbage til Stockholm, blev atter gift og levede nogle ikke helt blide år, hvor rettergang og proces hørte til det sædvanlige.
Wivallius’ digtning stammer fra ungdomstiden og udmærker sig ved en uvant følelsesfuldhed og friskhed, og højest blandt hans digte står de, hvori friheden besynges: Ach libertas du ädle ting og Varer nu glad mina fiender all. Inden for svensklatinsk digtning optræder han i sine ældre dage. Hans interessante Liv er digterisk behandlet af A.U. Bååth: Kärlekssaga på Björkeberga (1892) og af Harald Molander: En lyckoriddare (1896, dramatisk 1900). Den første gode samlede udgave af ham var af Schück i 2 bind: Lars Wivallius, hans liv och dikter, I—II (1893—95), af Schück findes også En äventyrare från det trettioåriga krigets tid (1918).